# Saut d'exon
Le saut d'exon est une technique utilisée en thérapie génique. Elle consiste à agir sur une partie du code d'un gène comportant une erreur, en sautant un ou plusieurs exons lors de l'épissage, afin de permettre à une cellule de synthétiser une protéine manquante ou tronquée, mais fonctionnelle.
Le saut d’exon peut être induit dans la cellule via différents outils, par des vecteurs viraux, par des ADN / ARN antisens, etc.
Cette technique est utilisée notamment sur le gène codant la dystrophine, dont la mutation cause la myopathie de Duchenne.